# Wydobycie ropy naftowej w Polsce

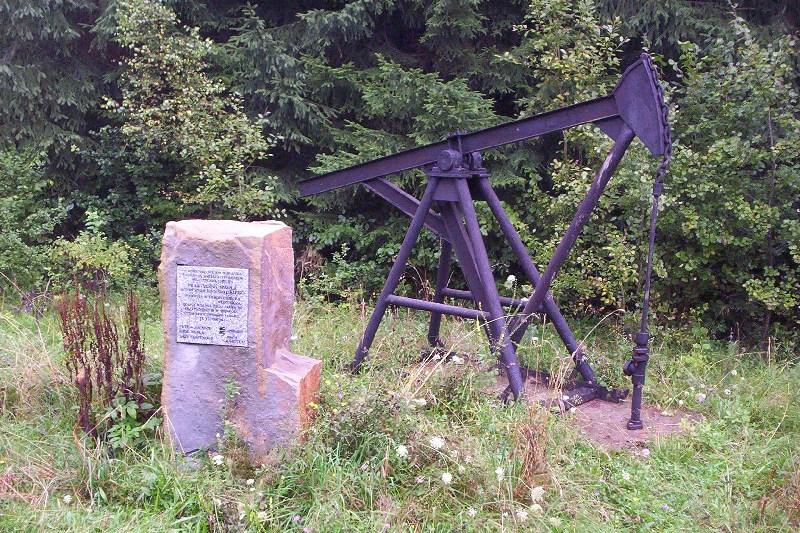
Kiwon i głaz z tablicą upamiętniające Praktyczną Szkołę Wiercenia Kanadyjskiego, pierwszą w Polsce szkołę naftowo-wiertniczą działającą w Ropiance w latach 1885–1888

Wydobycie ropy naftowej w Polsce – dział górnictwa zajmujący się wydobywaniem ropy naftowej na terenie Polski.

## Historia
Najstarszy na świecie szyb naftowy znajduje się w Polsce we wsi Siary pod Gorlicami. Został wykopany ręcznie w 1852 i dał początek wydobyciu ropy naftowej w kopalni założonej przez Stanisława Jabłonowskiego. Pierwsza polska kopalnia ropy powstała w 1854 z inicjatywy Ignacego Łukasiewicza w Bóbrce koło Krosna. Pierwszy polski zakład destylacji ropy naftowej powstał w 1856 w Ulaszowicach koło Jasła (dzisiaj w granicach miasta). Jedną z najstarszych rafinerii na świecie, znajdujący się w Gorlicach Glimar (w Gliniku Mariampolskim), uruchomiono w 1884. Rafineria ta ogłosiła upadłość 23 grudnia 2004.
W II Rzeczypospolitej wydobyciem ropy naftowej zajmowała się między innymi Spółka Akcyjna Towarzystwo Przemysłu Naftowego Bracia Nobel w Polsce, przejęta przez Standard Oil i przekształcona w spółkę Standard-Nobel S.A., a następnie w Standard-Nobel w Polsce S.A. „Sercem” roponośnym kraju było Borysławsko-Drohobyckie Zagłębie Naftowe.
W 2023 wydobycie ropy naftowej w Polsce wyniosło 793,88 tysiąca ton.

## Obecne wydobycie
W Polsce ropę naftową wydobywa się z 88 złóż (stan na 2023):
- Niż Polski – 45 złóż: największe to BMB (Barnówko-Mostno-Buszów) i Kopalnia Lubiatów (75% krajowego wydobycia ropy naftowej na lądzie),
- Polska Wyłączna Strefa Ekonomiczna na Morzu Bałtyckim – 2 złoża: Kamień Pomorski, Wolin i na szelfie, na północ od przylądka Rozewie, z platformy wiertniczej spod dna Bałtyku,
- Karpaty – 29 złóż i zapadlisko przedkarpackie – 12 złóż: Jasło, Krosno, Gorlice (złoża są na wyczerpaniu).

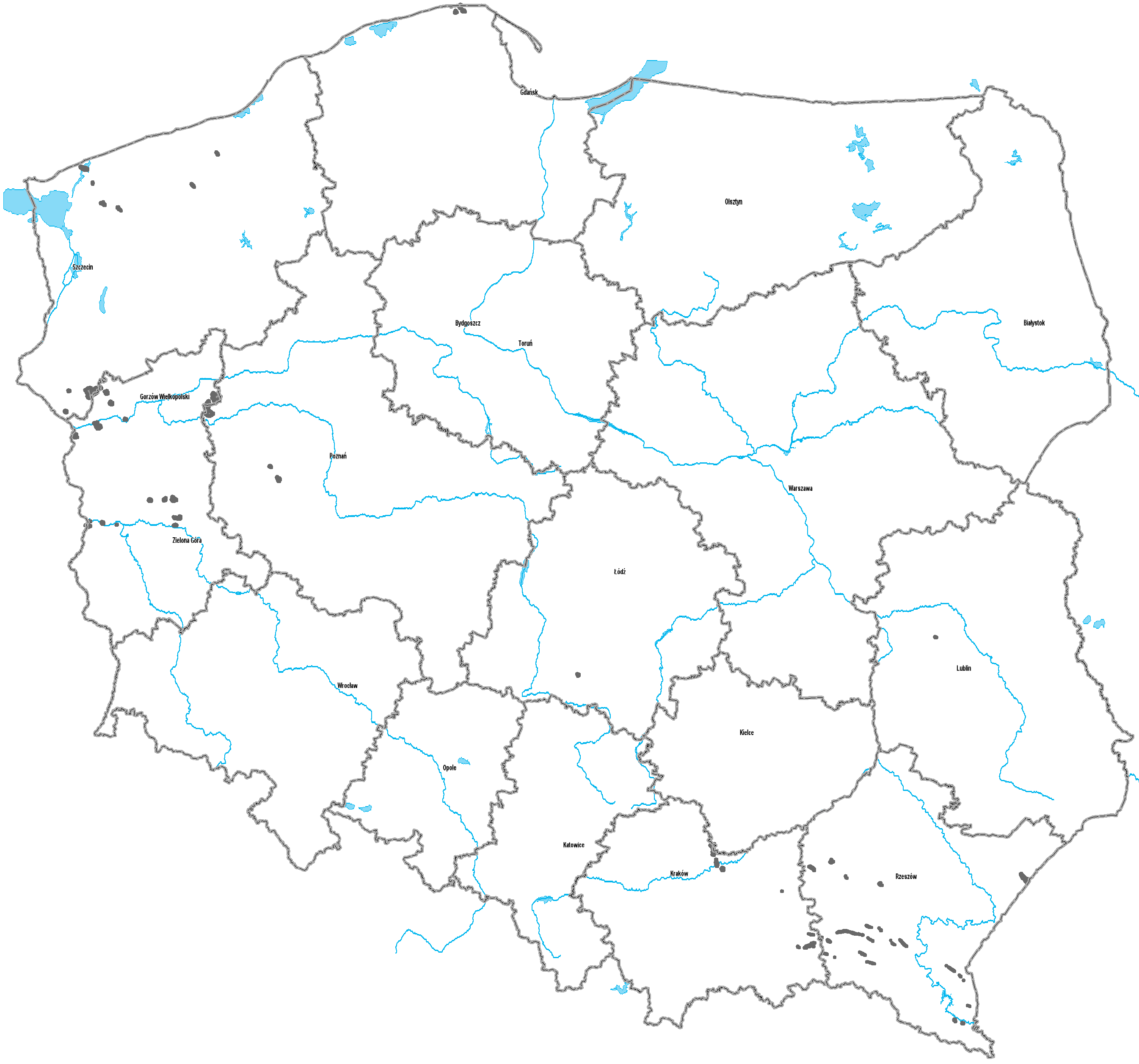
Zinwentaryzowane złoża ropy naftowej w Polsce (2013)